# Misael Varella
Misael Artur Ferreira Varella, (Muriaé, 27 de novembro de 1959), é um empresário e político brasileiro, do estado de Minas Gerais filiado ao Partido Social Democrático (PSD), é filho do ex senador e deputado federal Lael Varella.

## Biografia
Foi eleito deputado federal em 2014, para a 55.ª legislatura (2015-2019), pelo DEM. Votou a favor do Processo de impeachment de Dilma Rousseff. Posteriormente, foi favorável à PEC do Teto dos Gastos Públicos. Em abril de 2017 votou a favor da Reforma Trabalhista.  Em agosto de 2017 votou contra o processo em que se pedia abertura de investigação do então Presidente Michel Temer, ajudando a arquivar a denúncia do Ministério Público Federal. Em 2022, foi eleito para seu terceiro mandato como deputado federal. 